# Grünow (Brandeburgo)
Grünow es un municipio situado en el distrito de Uckermark, en el estado federado de Brandeburgo (Alemania), a una altitud de 60 metros. Su población a finales de 2016 era de 901 habs. y su densidad poblacional, 27 hab/km².